# باديس بن أبي نور اليفرني
باديس بن أبي نور اليفرني (المتوفي في عام 449 هـ) ثاني حكام طائفة رندة في عهد ملوك الطوائف.

## سيرته
تولى باديس بن أبي نور اليفرني حكم طائفة رندة عام 445 هـ، خلفًا لأبيه أبي نور اليفرني الذي أسره المعتضد بن عباد. عُرف عن باديس سوء طباعه، فأرهق أهل رندة ونهب أموالهم، ولم يضع حدًا لشهواته هو وحاشيته، فكانوا يأخذون الزوجات من أزواجهن، والبنات من آبائهن، وقيل أنه زنى بامرأة أبيه وبعمته. وفي عام 449 هـ، أطلق المعتضد سراح أبي نور، فعاد إلى رندة. وحين علم بما أسلفه باديس، قبض عليه وأعدمه.